# Swojków (Domaniów)
Swojków (deutsch Schwoika auch Schwoike, 1937–1945 Silingental) ist ein Dorf in Niederschlesien. Der Ort liegt in der Landgemeinde Domaniów im Powiat Oławski in der polnischen Woiwodschaft Niederschlesien.

## Geographie

### Geographische Lage
Das Angerdorf Swojków liegt sechs Kilometer nördlich vom Gemeindesitz Domaniów (Thomaskirch), ca. 14 westlich von der Kreisstadt Oława (Ohlau) und rund 26 Kilometer südlich der Woiwodschaftshauptstadt Breslau. Der Ort liegt in der Nizina Śląska (Schlesische Tiefebene) innerhalb der Równina Wrocławska (Breslauer Ebene). Das Dorf liegt am Bach Maszana Südwestlich des Ortes verläuft die Autostrada A4.

### Nachbarorte
Nachbarorte von Swojków sind im Nordwesten Gęsice (Gunschwitz), im Osten Janków (Jankau) und im Süden Piskorzów (Groß Peiskerau).

## Geschichte
Der Ort wurde 1292 erstmals als Swoyczice erwähnt. Weitere Erwähnung erfolgten 1342 als Sweikow, 1347 als Swoykow sowie 1359 als Schwoyke.
Nach dem Ersten Schlesischen Krieg 1742 fiel Schwoika zusammen mit dem größten Teil Schlesiens an Preußen. 1783 zählte der Ort ein Vorwerk, eine Mühle, 13 Häuser und 101 Einwohner.
Nach der Neugliederung Preußens gehörte die Landgemeinde Schwoika ab 1815 zur Provinz Schlesien und war ab 1816 dem Landkreis Ohlau eingegliedert. 1874 wurde der Amtsbezirk Quosnitz gegründet, welcher die Landgemeinden Groß Peiskerau, Gunschwitz, Jankau, Quosnitz, Schwoika und Theuderau und die Gutsbezirke Gunschwitz und Theuderau umfasste. 1885 zählte der Ort 244 Einwohner.
1933 zählte Schwoika 228 Einwohner. Am 10. Februar 1937 wurde der Ortsname in Silingenthal  umbenannt. 1939 lebten 253 Menschen in Silingenthal. Bis 1945 befand sich der Ort im Landkreis Ohlau.
Als Folge des Zweiten Weltkriegs fiel Silingenthal wie fast ganz Schlesien 1945 an Polen, wurde in Swojków umbenannt und der Woiwodschaft Breslau angegliedert. Die deutsche Bevölkerung wurde, soweit sie nicht vorher geflohen war, weitgehend vertrieben. Die neu angesiedelten Bewohner waren zum Teil Heimatvertriebene aus Ostpolen. 1999 kam der Ort zum Powiat Oławski in der Woiwodschaft Niederschlesien.

## Sehenswürdigkeiten
- Ruine des Schlosses Schwoika